# Listvjanka, Irkutsk oblast
Listvjanka (ryska: Листвя́нка, "lärkträd") är en turistort i Irkutsks oblast i Ryssland, som ligger 70 kilometer från Irkutsk, nära den plats där Angara rinner ur Bajkalsjön. Orten hade 2020 en befolkning på 1 882 personer. Tvärs över utloppet av floden Angara ligger hamnen Bajkal.
På ett nu nedlagt varv i Listvjanka monterades vid sekelskiftet 1800/1900 färjorna S/S Bajkal och S/S Angara av delar som tillverkats av varvet Wigham Richardson & Co. i Newcastle upon Tyne i Storbritannien.
Friluftsmuseet Taltsi arkitektur- och etnografiska museum ligger vid floden Angara 30 kilometer från Listvjanka.
Bajkal Museum är ett limnologiskt museum, som behandlar flora och fauna omkring och i Bajkalsjön. Det drivs av Irkutsks vetenskapliga centrum, som har Rysslands Vetenskapsakademi som huvudman. Museet bedriver också undervisning samt forskning, bland annat med undervattensfarkosten Pisces XI.
Nikolajkyrkan uppfördes 1846 och restaurerades 1950.
I utkanten av Listvjanka ligger solobservatoriet "Bajkals astrofysiska observatorium". Det har ett teleskop som anges vara det största av sitt slag i Europa och Asien. Det drivs av Institutet för "solar-terrestial physics" i Irkutsk, som har Rysslands vetenskapsakademi som huvudman.

## Bildgalleri

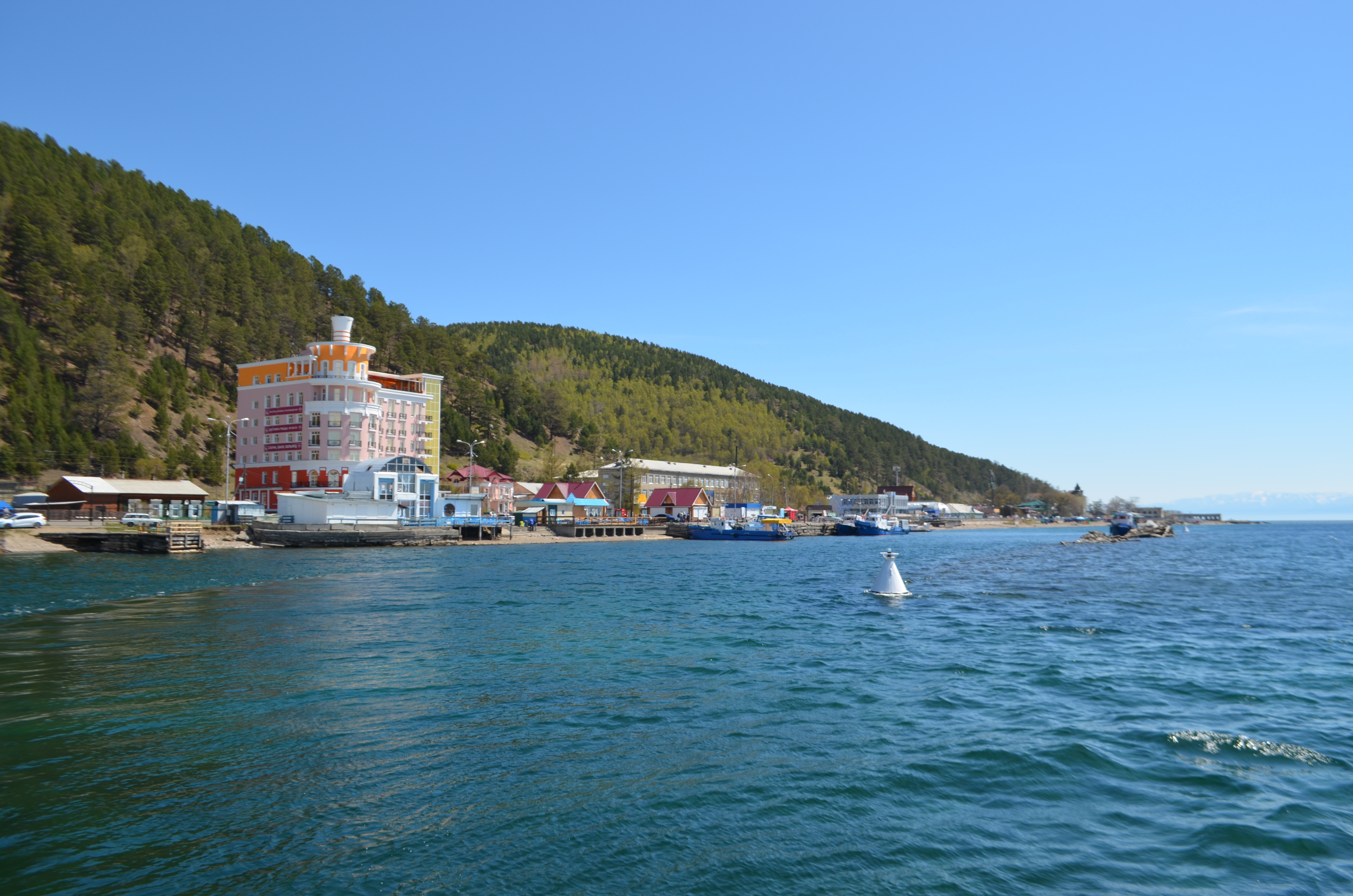
Listvjanka med Majak-hotellet och skolan
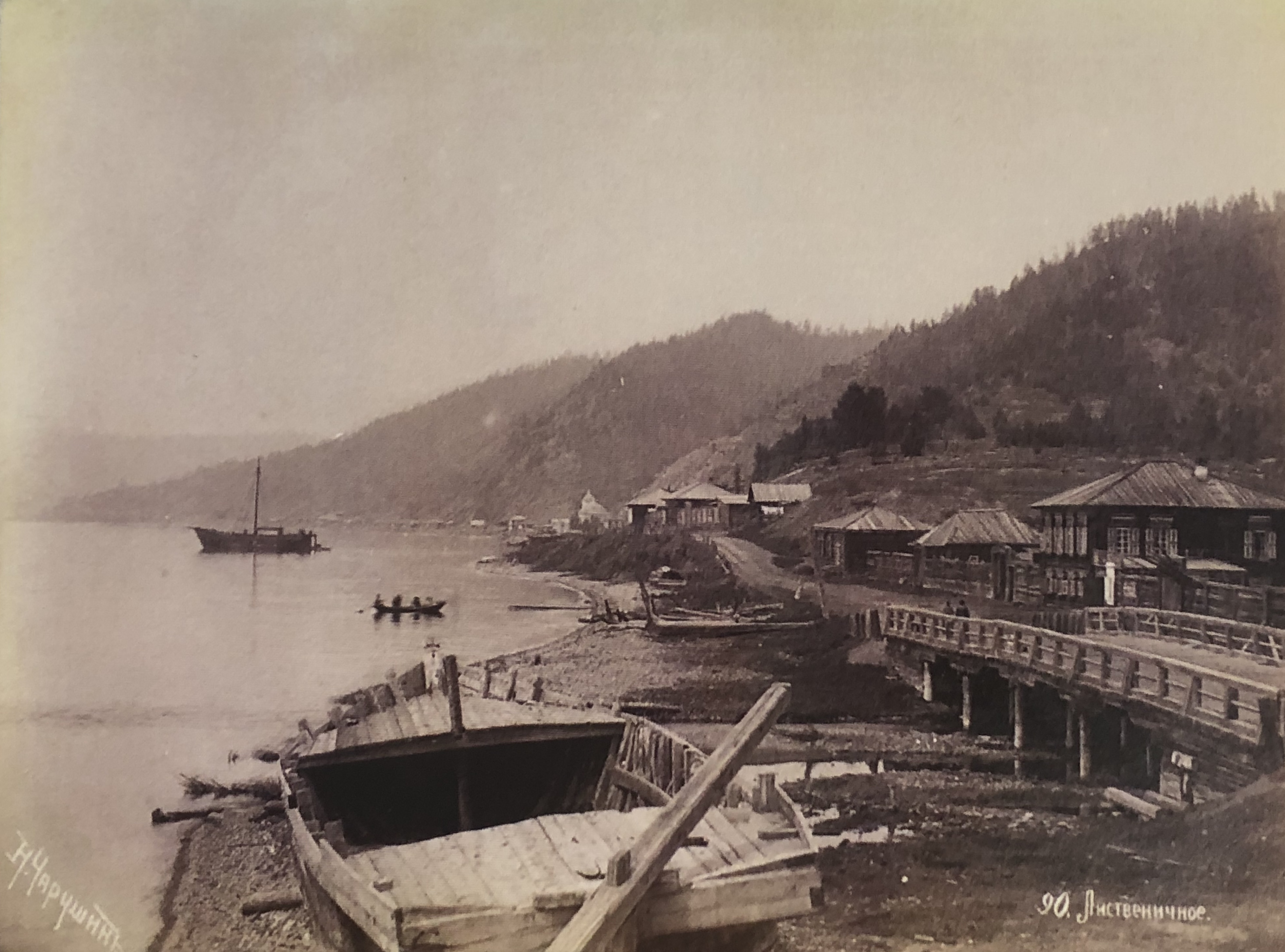
Listvjankas hamn omkring sekelskiftet 1800/1900
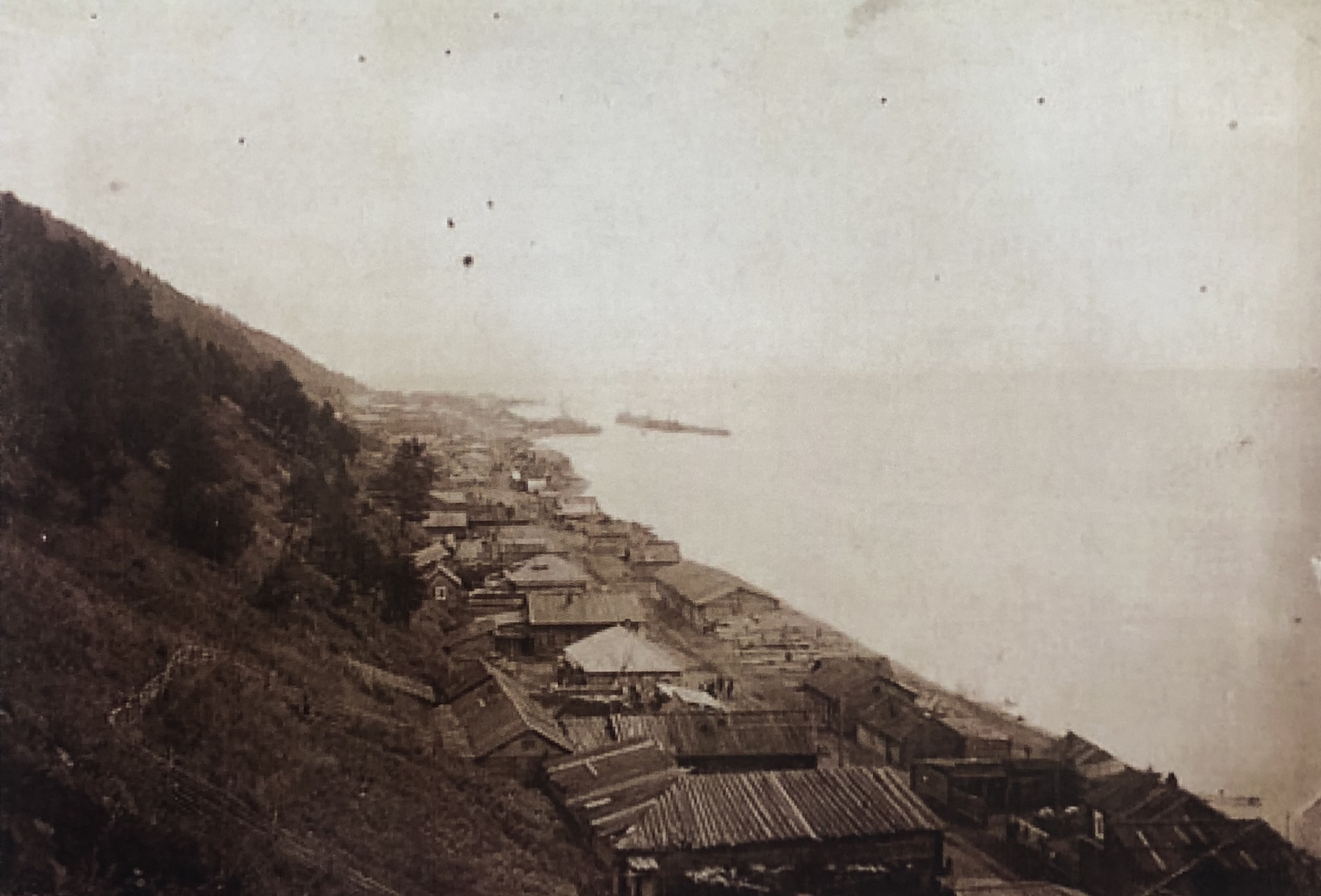
Listvjankas omkring sekelskiftet 1800/1900
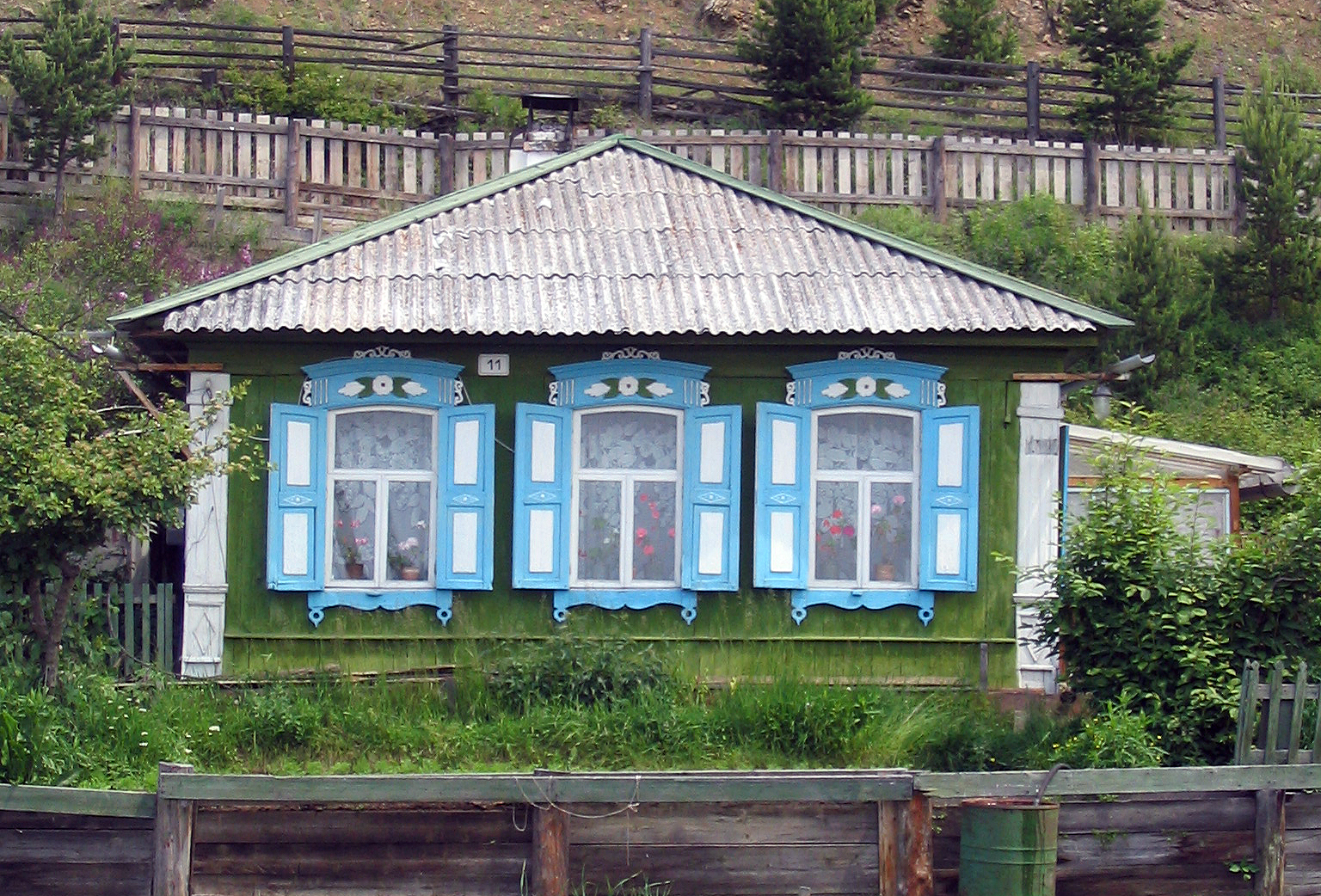
Ett trähus i Listvjanka
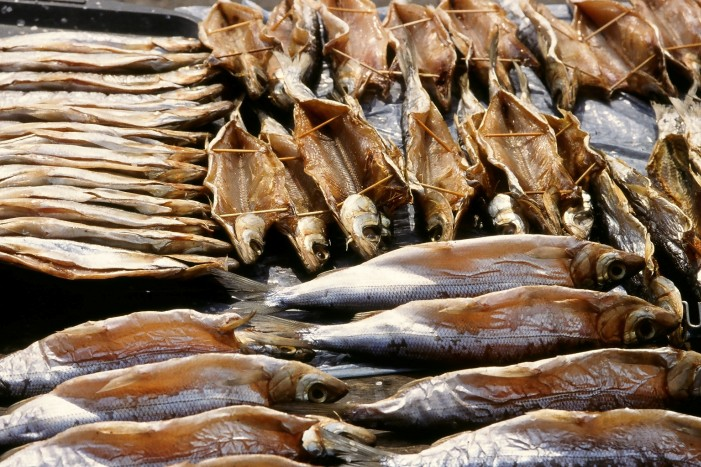
Bajkal-omul på Listvkjankas marknadsplats
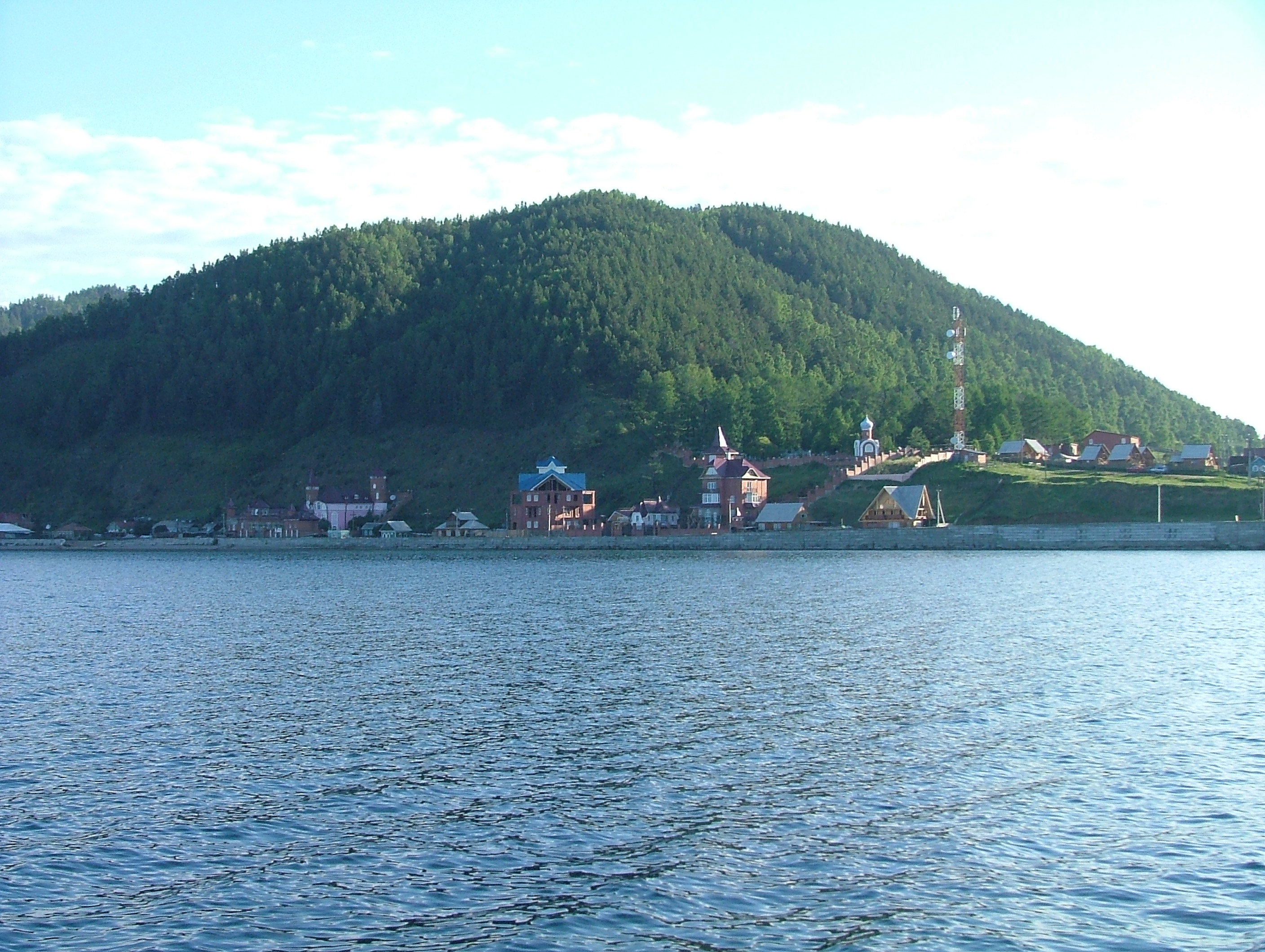
Listvjanka sett från Baikalsjön
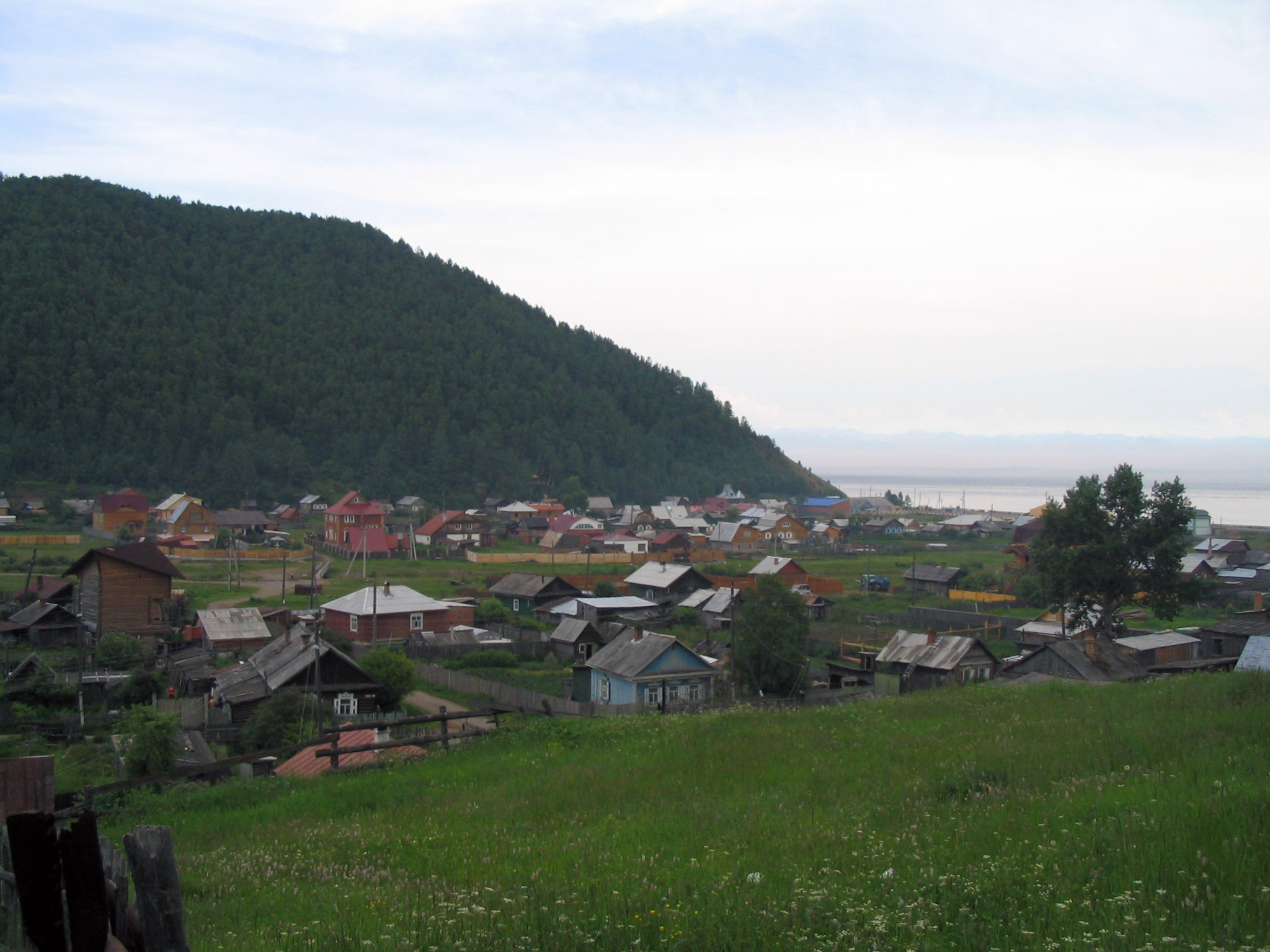
Krestovskidalen
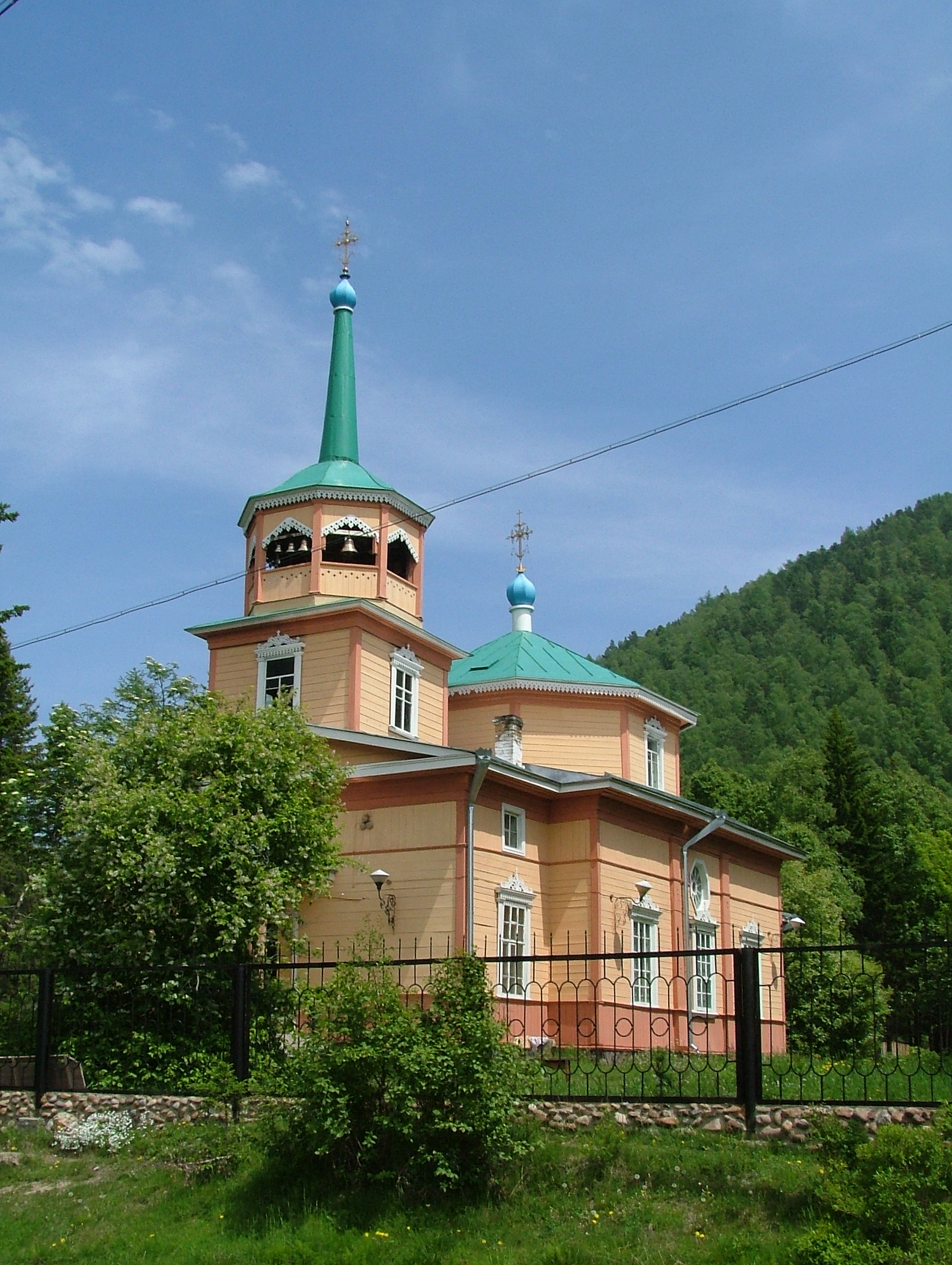
Nikolajkyrkan i Krestovskidalen
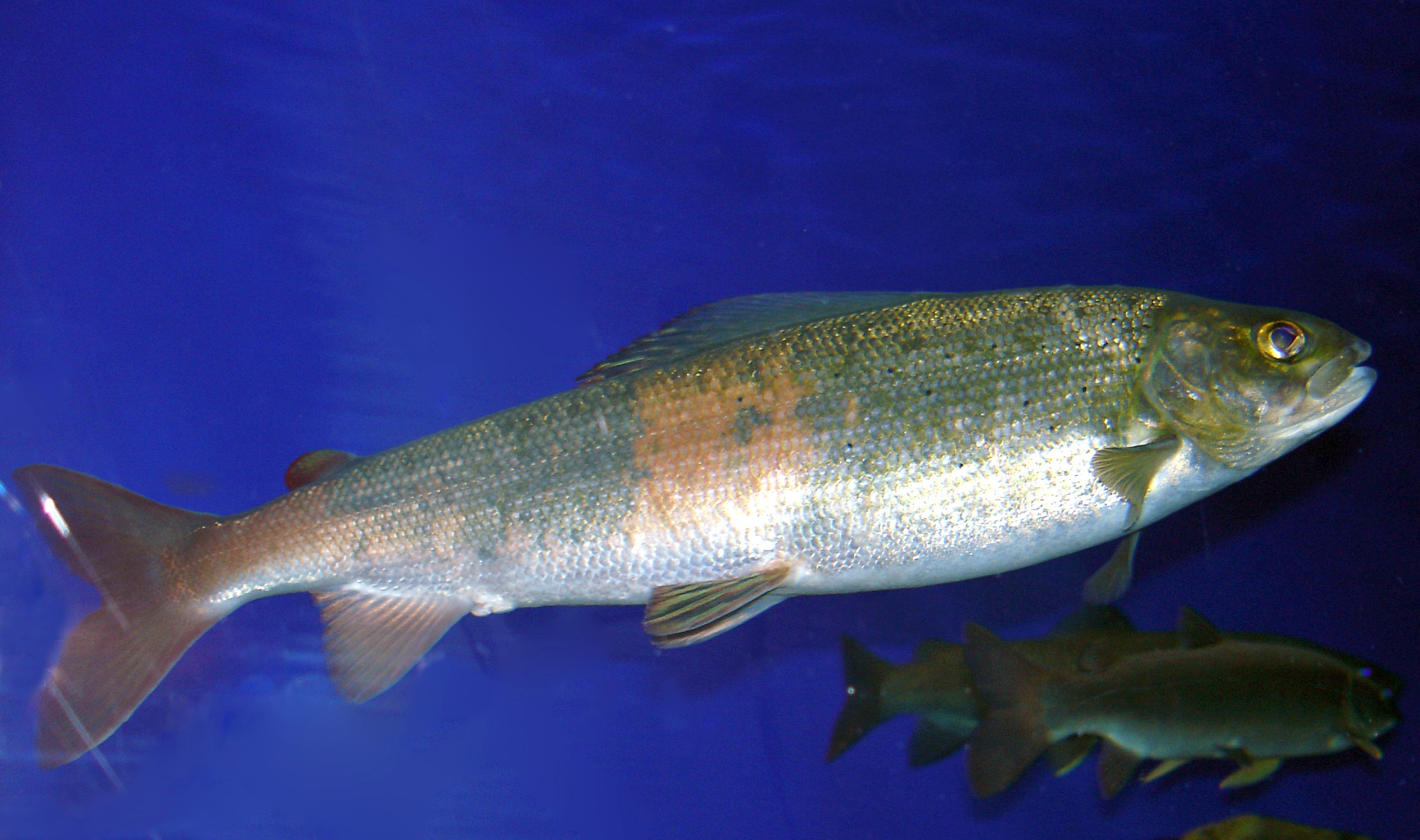
Fisk av släktet Thymallus i ett akvarium i Bajkal Museum